# Pitta megarhyncha
La pitta delle mangrovie (Pitta megarhyncha Schlegel, 1863) è un uccello passeriforme della famiglia dei Pittidi.

## Descrizione

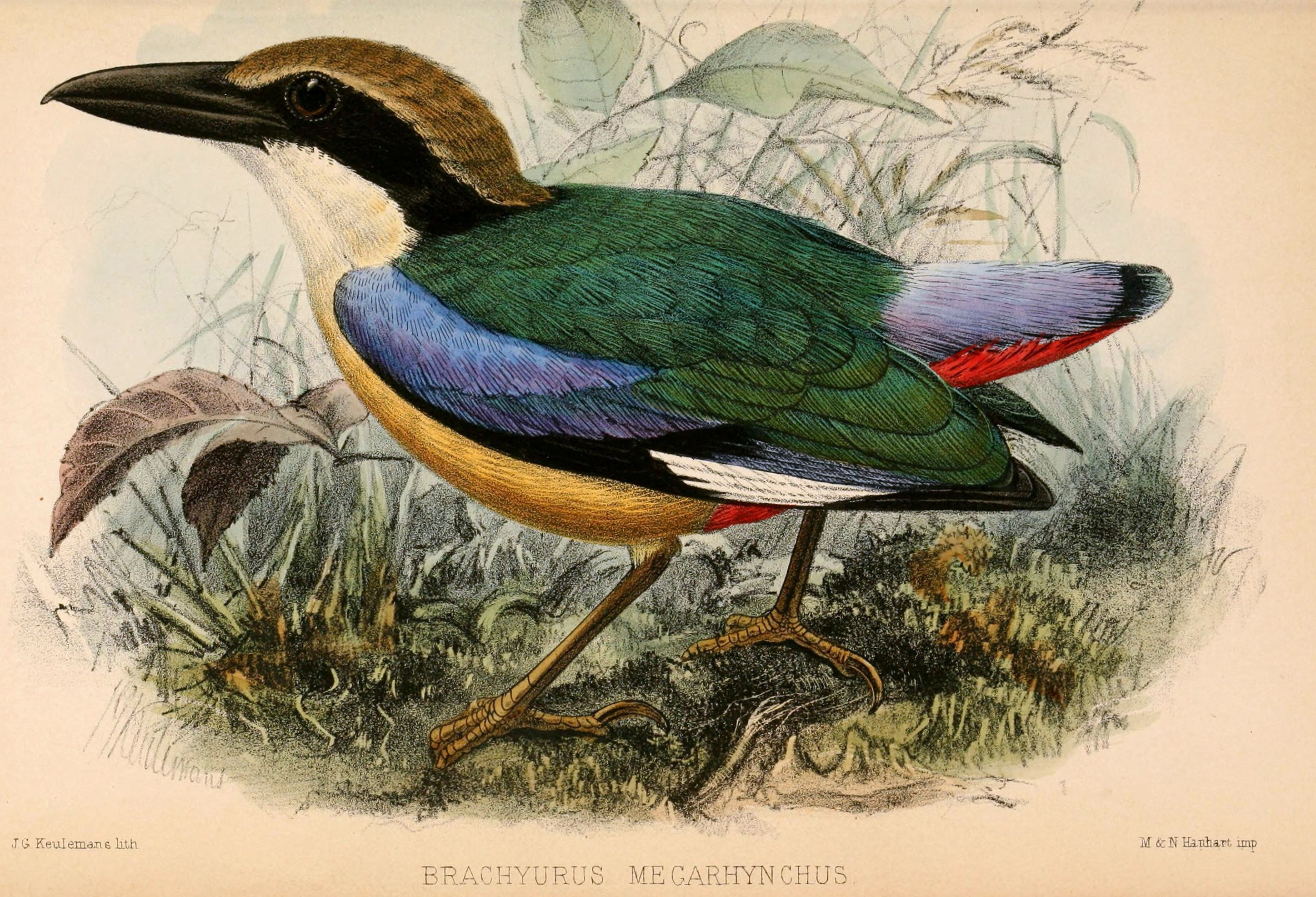
Illustrazione risalente al 1870.

### Dimensioni
Misura 18-21 cm di lunghezza, coda compresa.

### Aspetto
Questi uccelli hanno un aspetto paffuto e massiccio, con ali e coda corte, forti zampe, grossa testa e becco grosso e allungato, che frutta loro il nome scientifico (derivato dall'unione delle parole greche μέγας/mègas, prefisso per "grande", e ρύγχος/rygcos, "becco).

Il piumaggio è bruno-nocciola su vertice, petto e ventre, mentre la gola è bianca e sulla testa è presente una mascherina nera che dalla base del becco raggiunge la nuca coprendo anche le guance: dorso e ali sono di colore verde erba, queste ultime con remiganti di colore azzurro. La coda è nera, con punta e codione di colore blu: sottocoda e basso ventre sono rossi. Gli occhi sono bruni, il becco è nerastro, le zampe sono di color carnicino.

## Biologia

### Comportamento
Si tratta di uccelli diurni e solitari, i quali a differenza delle altre pitte appaiono meno timidi, posizionandosi in alto fra le mangrovie per osservare il territorio ed emettere i propri richiami: risulta piuttosto facile spingerle allo scoperto diffondendo i richiami registrati della specie.

### Alimentazione
Questi uccelli si nutrono principalmente di molluschi e crostacei, oltre che di insetti ed altri piccoli invertebrati.

### Riproduzione
La riproduzione di questi uccelli non è mai stata osservata in natura, tuttavia si ritiene che essa non differisca significativamente per modalità e tempistiche da quella delle altre specie congeneri.

## Distribuzione e habitat
La pitta delle mangrovie occupa un areale frammentato che va dai Sundarbans in Bengala a sud fino a Sumatra e al Borneo, attraverso la fascia costiera della Birmania, il Tenasserim e la penisola malese occidentale.
Il suo habitat, come intuibile dal nome comune della specie, è ristretto ai mangrovieti e ai palmeti di Nypa fruticans.